# 唐江镇
唐江镇，是中华人民共和国江西省赣州市南康区下辖的一个乡镇级行政单位。

## 行政区划
唐江镇下辖以下地区：
卢屋村社区、唐江路社区、唐西路社区、九驳桥社区、章良村、村尾村、大岭村、星光村、西坑村、唐南村、新建村、幸屋村、唐西村、油树村、伍塘村、黄圳村、长音村、学田村、竹下村、店前村、中田村、磨形村、平田村、庄稼村、章石村、横江村、木塘村、茶亭村、通古村、上坑村、流源村、隘孜村、白石村和坳里村。

## 历史文化街区
- 石板头历史文化街区（5）
- 盐街上历史文化街区（5）